# Lucy Topoľská

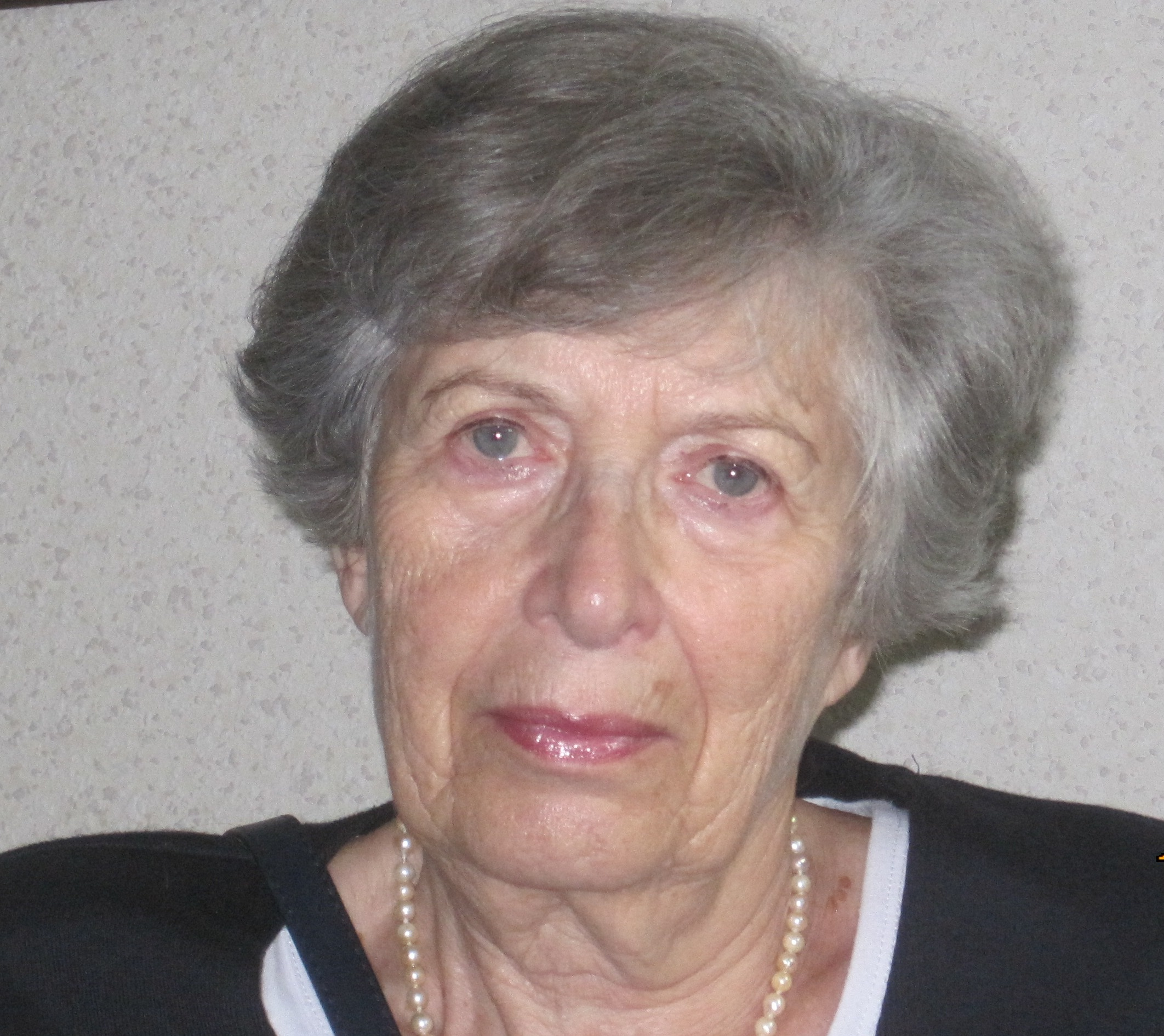
Lucy Topoľská

Lucy Topoľská (* 31. Dezember 1933 in Olmütz) ist eine tschechische Germanistin und Übersetzerin.

## Leben
Lucy Topoľská studierte Deutsche und Russische Philologie an der Palacký-Universität in Olmütz und an der Karls-Universität in Prag. Sie arbeitete in der Wissenschaftlichen Bibliothek in Olmütz und zwischen 1965 und 2009 am Lehrstuhl für Germanistik der Philosophischen Fakultät der Palacký-Universität. Im Jahre 1989  habitalitierte sie sich (doc.). In den 1990er Jahren leitete sie den Lehrstuhl für Germanistik.
Sie übersetzte aus dem Deutschen ins Tschechische z. B. Werke von Ödön von Horváth, Peter Härtling, Bernhard Schlink, Erica Pedretti, Leo Perutz, Melinda Nadj Abonji, Barbara Frischmuth, Martin Suter, Gerold Tietz oder Julia Franck.

## Werke
- Die Wissenschaftliche Staatsbibliothek in Olomouc 1956–1966. Leipzig, 1966.
- Deutschsprachige Literatur des 18. Jahrhunderts: (Aufklärung, Sturm und Drang). 1. vyd. Olomouc: Univerzita Palackého, 1996. 76 s. ISBN 80-7067-650-7.
- Beiträge zur Deutschsprachigen Literatur in Tschechien. 1. vyd. Olomouc: Univerzita Palackého, 2000. 417 s. Beiträge zur mährischen deutschsprachigen Literatur; Bd. 3. ISBN 80-244-0185-1. (Zusammen mit Ludvík Václavek)